# Liste des basiliques de la Basilicate
Cette liste recense les basiliques de la Basilicate, Italie.

## Liste
En 2019, la Basilicate compte 9 basiliques.
| Basilique                                                      | Commune   | Province | Diocèse                           | Date             | Coordonnées                       | Image |
| -------------------------------------------------------------- | --------- | -------- | --------------------------------- | ---------------- | --------------------------------- | ----- |
| Cathédrale de Matera                                           | Matera    | Matera   | Matera-Irsina                     | 18 mai 1962      | 40° 40′ 00″ nord, 16° 36′ 41″ est |       |
| Sanctuaire Santa Maria Regina d'Anglona (it)                   | Tursi     | Matera   | Tursi-Lagonegro                   | 17 mai 1999      | 40° 14′ 40″ nord, 16° 33′ 26″ est |       |
| Cathédrale d'Acerenza                                          | Acerenza  | Potenza  | Acerenza                          | 14 janvier 1956  | 40° 47′ 50″ nord, 15° 56′ 30″ est |       |
| Basilique pontificale Santa-Maria del Carmine d'Avigliano      | Avigliano | Potenza  | Potenza-Muro Lucano-Marsico Nuovo | 28 décembre 1999 | 40° 43′ 51″ nord, 15° 42′ 55″ est |       |
| Basilique Sant'Egidio Abate                                    | Latronico | Potenza  | Tursi-Lagonegro                   | 26 février 1971  | 40° 05′ 15″ nord, 16° 00′ 56″ est |       |
| Basilique Saint-Blaise de Maratea (it)                         | Maratea   | Potenza  | Tursi-Lagonegro                   | 7 août 1940      | 39° 59′ 17″ nord, 15° 43′ 26″ est |       |
| Cathédrale de Melfi                                            | Melfi     | Potenza  | Melfi-Rapolla-Venosa              | 31 janvier 1958  | 40° 59′ 48″ nord, 15° 39′ 30″ est |       |
| Cathédrale de Potenza                                          | Potenza   | Potenza  | Potenza-Muro Lucano-Marsico Nuovo | 6 novembre 1980  | 40° 38′ 24″ nord, 15° 48′ 14″ est |       |
| Sanctuaire della Madonna Nera del Sacro Monte di Viggiano (it) | Viggiano  | Potenza  | Potenza-Muro Lucano-Marsico Nuovo | 11 décembre 1965 | 40° 20′ 24″ nord, 15° 54′ 07″ est |       |